# Mistrzostwa Azji juniorek w piłce siatkowej
Mistrzostwa Azji juniorek w piłce siatkowej – międzynarodowy turniej siatkarski, w którym biorą udział juniorskie reprezentacje narodowe do 21 lat federacji należących do AVC. Pierwsze mistrzostwa odbyły się w 1980 roku w Korei Południowej. Uczestniczyło w nich 6 reprezentacji. Do 2014 roku we wszystkich edycjach brały udział reprezentacje Korei Południowej i Japonii. Absencję w jednej edycji zanotowały Chiny, Chińskie Tajpej i Australia. Sześciokrotnie mistrzostwa odbywały się w Tajlandii. W dotychczasowej historii na pozycjach medalowych stawało tylko 6 reprezentacji w tym po jednym razie Tajlandia i Indie. Od 1984 mistrzostwa odbywają się co dwa lata.
Najbardziej utytułowanym zespołem są Chiny, które wygrywały jedenastokrotnie.

## Medalistki
| Edycja | Rok  | Gospodarz                 | Złoto            | Srebro           | Brąz             |
| ------ | ---- | ------------------------- | ---------------- | ---------------- | ---------------- |
| I      | 1980 | Seul                      | Korea Południowa | Japonia          | Indie            |
| II     | 1984 | Canberra                  | Japonia          | Chiny            | Korea Południowa |
| III    | 1986 | Bangkok                   | Japonia          | Chiny            | Korea Południowa |
| IV     | 1988 | Dżakarta                  | Japonia          | Chiny            | Korea Południowa |
| V      | 1990 | Chiang Mai                | Japonia          | Korea Południowa | Chiny            |
| VI     | 1992 | Kuala Lumpur              | Chiny            | Korea Południowa | Chińskie Tajpej  |
| VII    | 1994 | Manila                    | Chiny            | Japonia          | Korea Południowa |
| VIII   | 1996 | Chiang Mai                | Chiny            | Japonia          | Korea Południowa |
| IX     | 1998 | Trang                     | Chiny            | Korea Południowa | Japonia          |
| X      | 2000 | Dagupan                   | Chiny            | Japonia          | Korea Południowa |
| XI     | 2002 | Ho Chi Minh               | Chiny            | Tajlandia        | Chińskie Tajpej  |
| XII    | 2004 | Kolombo                   | Chiny            | Japonia          | Korea Południowa |
| XIII   | 2006 | Nakhon Ratchasima         | Chiny            | Japonia          | Chińskie Tajpej  |
| XIV    | 2008 | Tajwan                    | Japonia          | Chińskie Tajpej  | Chiny            |
| XV     | 2010 | Ho Chi Minh               | Chiny            | Korea Południowa | Japonia          |
| XVI    | 2012 | Nakhon Pathom/ Ratchaburi | Chiny            | Chińskie Tajpej  | Japonia          |
| XVII   | 2014 | Tajwan                    | Chiny            | Japonia          | Korea Południowa |
| XVIII  | 2016 | Tajlandia                 | Chiny            | Japonia          | Tajlandia        |

## Klasyfikacja medalowa
| Lp. | Państwo          | złoto | srebro | brąz | Razem |
| --- | ---------------- | ----- | ------ | ---- | ----- |
| 1.  | Chiny            | 11    | 3      | 2    | 16    |
| 2.  | Japonia          | 5     | 7      | 3    | 15    |
| 3.  | Korea Południowa | 1     | 4      | 8    | 13    |
| 4.  | Chińskie Tajpej  | 0     | 2      | 3    | 5     |
| 5.  | Tajlandia        | 0     | 1      | 0    | 1     |
| 6.  | Indie            | 0     | 0      | 1    | 1     |